# فرانچسکا دورانته
فرانچسکا دورانته (انگلیسی: Francesca Durante؛ زادهٔ ۱۲ فوریهٔ ۱۹۹۷) بازیکن فوتبال اهل ایتالیا است.
وی همچنین در تیم ملی فوتبال زنان ایتالیا بازی کرده‌است.